# Dolmens de Barjac
 (septembre 2023).
Si vous disposez d'ouvrages ou d'articles de référence ou si vous connaissez des sites web de qualité traitant du thème abordé ici, merci de compléter l'article en donnant les références utiles à sa vérifiabilité et en les liant à la section « Notes et références ».
Les dolmens de Barjac sont un ensemble d'une dizaine de dolmens s'élevant sur la commune de Barjac, Gard, en France.

## Localisation
Les dolmens se situent dans le bois, au nord-est du bourg de Barjac dans le Gard, à la limite avec le département de l'Ardèche. Ils sont organisés en trois groupes, par distance croissante du bourg :
- dolmens des Œillantes (7 dolmens) ;
- dolmens de la Serre de Fabre (4 dolmens) ;
- dolmens de la Devèze (5 dolmens).

## Historique
Les dolmens datent du Néolithique.
Trois des dolmens, les dolmens des Œillantes A, C et D, sont classés au titre des monuments historiques depuis 1889.

## Liste
| Dolmen                        | Coordonnées                 | Photo |
| ----------------------------- | --------------------------- | ----- |
| Dolmen de la Devèze A         | 44° 19′ 36″ N, 4° 23′ 42″ E |       |
| Dolmen de la Devèze B         | 44° 19′ 36″ N, 4° 23′ 45″ E |       |
| Dolmen de la Devèze C         | 44° 19′ 35″ N, 4° 23′ 44″ E |       |
| Dolmen de la Devèze D         | 44° 19′ 34″ N, 4° 23′ 42″ E |       |
| Dolmen de la Devèze E         | 44° 19′ 26″ N, 4° 23′ 46″ E |       |
| Dolmen de la Serre de Fabre A | 44° 19′ 17″ N, 4° 23′ 18″ E |       |
| Dolmen de la Serre de Fabre B | 44° 19′ 17″ N, 4° 23′ 19″ E |       |
| Dolmen de la Serre de Fabre C | 44° 19′ 19″ N, 4° 23′ 22″ E |       |
| Dolmen de la Serre de Fabre D | 44° 19′ 17″ N, 4° 23′ 20″ E |       |
| Dolmen des Œillantes A        | 44° 19′ 02″ N, 4° 22′ 46″ E |       |
| Dolmen des Œillantes B        | 44° 19′ 06″ N, 4° 22′ 52″ E |       |
| Dolmen des Œillantes C        | 44° 18′ 59″ N, 4° 22′ 43″ E |       |
| Dolmen des Œillantes D        | 44° 19′ 00″ N, 4° 22′ 45″ E |       |
| Dolmen des Œillantes E        | 44° 18′ 54″ N, 4° 22′ 47″ E |       |
| Dolmen des Œillantes G        | 44° 18′ 59″ N, 4° 22′ 54″ E |       |
| Dolmen des Œillantes H        | 44° 18′ 58″ N, 4° 22′ 54″ E |       |